# Зелёный дракон (орден)
Зелёный дракон — мистический тибетский или японский оккультный орден, упоминающийся в эзотерической и исторической фантастике с начала XX по начало XXI вв. Вероятно, в основном эта организация была популяризирована через книгу «Утро магов».
Заявляется, что якобы этот орден сотрудничал с Теософским обществом и обществом Туле, влиял на знаменитых светских деятелей Европы, путешествовавших на Восток — в Тибет и Японию. Заявляется, что якобы при захвате Берлина во Второй мировой войне были обнаружены нацисты тибетской (или калмыцкой) внешности. Часть их погибла у пулемётов; а другие лежали мёртвые кругом с оккультной атрибутикой, и в центре круга из них — лежал их главарь с надетыми на нём зелёными перчатками, почитавшийся нацистами и «тибетцами» как «новый мессия» и «человек в зелёных перчатках».
Членство в этом ордене якобы имел П. А. Бадмаев, императрица Александра Феодоровна, затем при нацистах Карл Хаусхофер, окружение Гитлера и некоторые другие видные деятели первой половины XX столетия.
Так, якобы на окладе иконы Серафима Саровского, принадлежавшей императрице Александре Фёдоровне, на обратной стороне рукой Императрицы было написано: «S.I.M.P. The green Dragon. You were absolutely right». И перед казнью она якобы нарисовала на стене свастику с подписью «17/30 A.u.p. 1918г.» И якобы то и другое было сфотографировано, а затем уничтожено.

## Связь с нацизмом
Данную тематику в истории оккультизма нацистской Германии активно развивал современный французский эзотерик и конспиролог Жан Робен, перенявший, в свою очередь, данные идеи у Рене Генона, которые, однако же, признавались даже последователями данного мистика весьма специфическими и спорными. Также автор опирается на сочинения Рене Алло (фр. René Alleau), в своей книге «Гитлер и тайные общества» впервые обратившего внимание на важность использования зелёного цвета в ритуалистике оккультных практик СС. Алло указывает даже, что цветом любимой письменной ручки Гиммлера был зелёный. Согласно другому мистику, представителю масонского традиционализма Жану Турньяку, в мире постоянно враждуют два тайных общества — «орден Семидесяти двух» и орден Зелёного дракона. Зелёный цвет якобы был выбран Гиммлером, чтобы отождествить символически связь пути СС с путём ордена Зелёного дракона. Своей основной целью, по мнению Робена, мифический орден считал уничтожение традиций иудаизма, христианства и гуманной ветви ислама.